# Nuray Lale

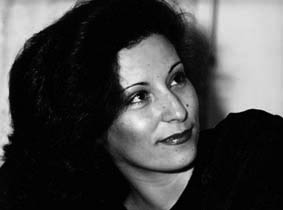
Nuray Lale

Nuray Lale (* 28. März 1962 in Akcurun, Türkei) ist eine deutsch-türkische Schriftstellerin. Ihre Arbeitsgebiete sind Lyrik, Prosa und literarische Übersetzung – mit Düş sarayim (2004) veröffentlichte sie aber auch einen Roman.
Ebenfalls 2004 erschienen Lales Übertragungen der türkischsprachigen Lyrik Şirin Aydıns ins Deutsche in Buchform. Die Autorin, die auch zahlreiche klassische türkischsprachige Lyriker in die deutsche Sprache übertragen hat, überträgt im Heine-Jahr 2006 eine Reihe von Gedichten Heinrich Heines ins Türkische.
Lale, die 1979 im Rahmen der Familienzusammenführung nach Deutschland kam, geht der Autorenlesung nach und trat wiederholt beim Fest der Kulturen der Universität Bielefeld, an der sie Gesundheitswissenschaften studierte, mit Lesungen ihrer Texte oder Übertragungen auf.
Die studierte Pädagogin und Psychologin (Universität Düsseldorf) gründete nach ihrem Abschluss in Bielefeld (2001) unter ihrem Namen ein Institut für Gesundheitsförderung und Psychosoziale Beratung, dem die gesetzlichen Krankenkassen aber die Honorare verweigerten und das sie daher bereits nach einem Jahr wieder aufgeben musste. Lale arbeitet zurzeit hauptberuflich als Übersetzerin und Kolumnistin in der lokalen Presse.

## Werke
- Düş sarayim (2004)
- Şirin Aydın: Içimde ufuklar / Horizonte in mir (Deutsche Übertragung, 2004)

| Personendaten    | Personendaten                      |
| ---------------- | ---------------------------------- |
| NAME             | Lale, Nuray                        |
| KURZBESCHREIBUNG | deutsch-türkische Schriftstellerin |
| GEBURTSDATUM     | 28. März 1962                      |
| GEBURTSORT       | Akcurun, Türkei                    |